# Вечный огонь (песня)
«Вечный огонь» (или «От героев былых времён») — советская военно-патриотическая песня, написанная Рафаилом Хозаком на стихи Евгения Аграновича специально для кинофильма «Офицеры» режиссёра Владимира Рогового. 

## История создания
Текст песни был написан Евгением Аграновичем по личной просьбе Владимира Рогового, по настоянию режиссёра текст должен был написать непременно фронтовик. Песня впервые была исполнена в фильме Владимиром Златоустовским, вторым режиссёром, в 1971 году (издана в 1980 году в его же исполнении на грампластинке «Ты припомни, Россия, как всё это было», где она значится как «Песня из к/ф "Офицеры"»). Более известна по первой строке «От героев былых времён…».

## Исполнители песни
От героев былых времён

Не осталось порой имён.

Те, кто приняли смертный бой,

Стали просто землёй, травой.

Только грозная доблесть их

Поселилась в сердцах живых,

Этот вечный огонь,

Нам завещанный одним,

Мы в груди храним.
Впоследствии песня вошла в репертуар многих исполнителей — в 2007 году песню исполнил Александр Маршал на концерте ко Дню Победы. В 2008 году был снят видеоклип, в котором песню исполнил Сергей Безруков. Для видеоклипа был использован материал из военного сериала «В июне 1941-го». В 2008 году исполнитель Евгений Гончаров снял другой видеоклип — с использованием кинохроники военных лет. 
В 2010 году советский актёр Василий Лановой выпустил музыкальный альбом военных песен «От Героев Былых Времен» в собственном исполнении .
Песня присутствует на сборнике песен известного актёра Александра Михайлова, выпущенному ко Дню Победы в 2014 году.
Эта песня входила в репертуар сольных выступлений участников музыкальной группы «Любэ» — Николая Расторгуева и Павла Усанова. Кроме того, существуют рок-версии в исполнении групп «Встречный бой», «Jane Air» и «Кукрыниксы», а также других исполнителей, от Михаила Ножкина до Дмитрия Колдуна.